# Statuia Unității

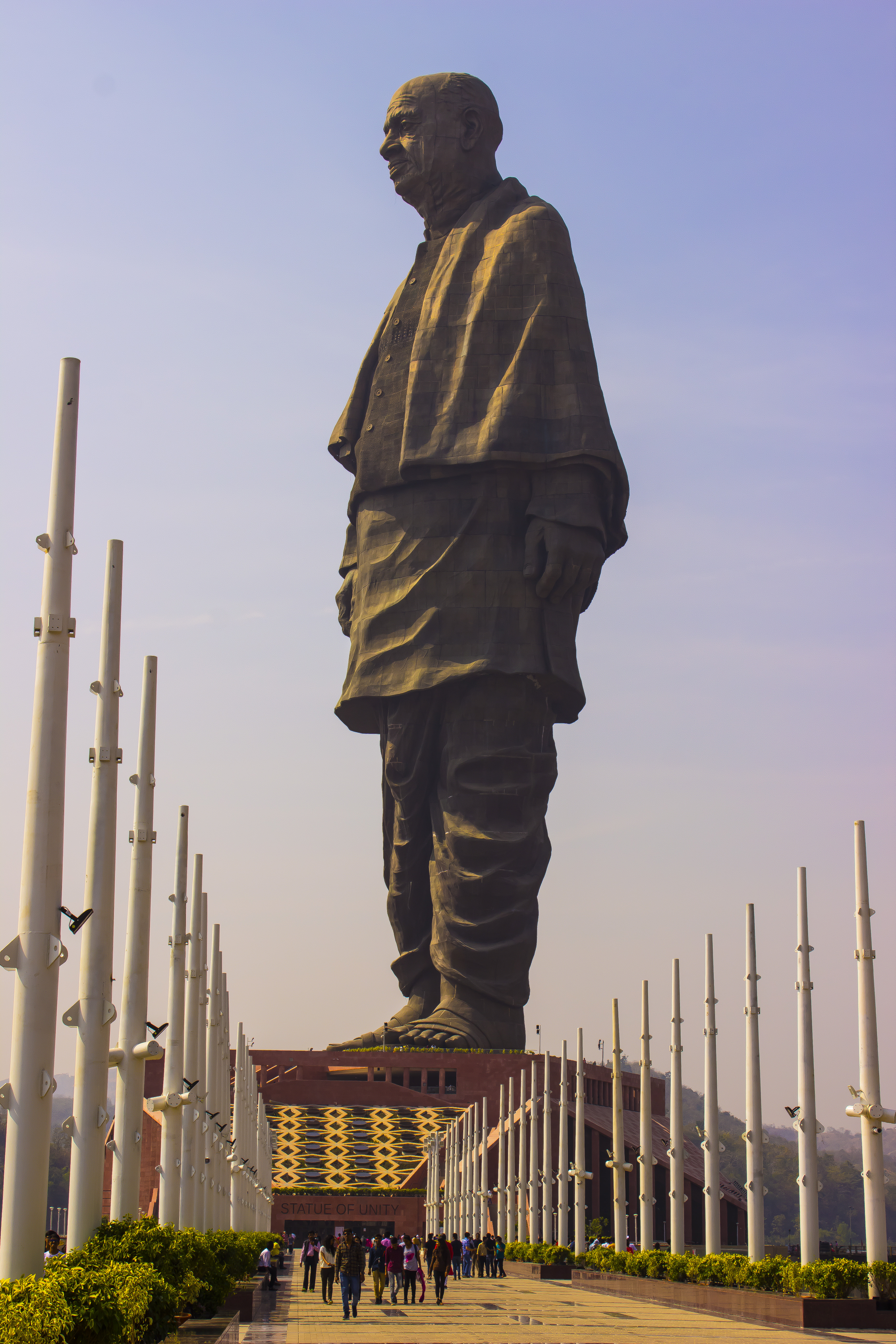
Statuia Unității

Statuia Unității este o statuie care îl reprezintă pe omul de stat indian și unul dintre fondatorii Indiei moderne Sardar Vallabhbhai Patel (1875-1950) din districtul Narmada din Gujarat, India. În prezent, este cea mai înaltă statuie din lume, cu o înălțime de 182 de metri sau de aproximativ patru ori mai înaltă decât Statuia Libertății. Vallabhbhai Patel a fost unul dintre cei mai proeminenți lideri ai mișcării indiene de independență și primul viceprim-ministru al Indiei. Statuia se află pe o insulă îndreptată spre barajul Narmada (numit și barajul Sardar Sarovar) lângă Rajpipla, la 100 de kilometri sud-est de orașul Vadodara.
Monumentul și împrejurimile sale ocupă mai mult de 2 hectare și sunt înconjurate de un lac artificial de 12 km². 
A fost construit de firma Larsen & Toubro, care a primit contractul de proiectare, construcție și întreținere în valoare de 420 de milioane dolari în octombrie 2014. Construcția a început la 31 octombrie 2014 și a fost finalizată la jumătatea lunii octombrie 2018. A fost proiectat de sculptorul indian Ram V. Sutar și a fost inaugurat de prim-ministrul indian Narendra Modi la 31 octombrie 2018, la aniversarea a 143 de ani de la nașterea lui Patel.

## Popularizarea

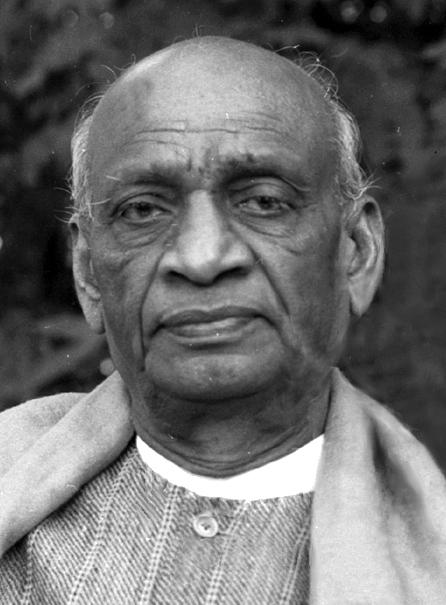
Vallabhbhai Patel a fost unul dintre părinții fondatori ai Indiei

Proiectul a fost anunțat la 7 octombrie 2010. Sardar Vallabhbhai Patel Rashtriya Ekta Trust (SVPRET) a fost înființat de guvernul din Gujarat pentru construirea statuii. O campanie numită Mișcarea pentru Statuia Unității a început să susțină construcția statuii. A ajutat la colectarea fierului necesar pentru statuie, cerând fermierilor indieni să doneze unelte agricole uzate. În cele din urmă au fost colectate 5.000 de tone de fier. Deși au fost inițial destinate statuii, s-a decis mai târziu ca fierul colectat să fie folosit în schimb pentru alte părți ale proiectului.
Mișcarea pentru Statuia Unității a organizat o petiție Suraaj („bună guvernare”" în hindi), semnată de un număr estimat de 20 de milioane de persoane, fiind cea mai mare petiție din lume. Un maraton numit Run for Unity a avut loc la 15 decembrie 2013 în mai multe locuri din întreaga Indie.

## Proiectul
Statuia îl reprezintă pe Vallabhbhai Patel, unul din liderii mișcării indiene de independență și primul vicepremier al țării. Aceasta a fost construită pe o insulă pe nume Sadhu Bet, la 3,2 km distanță de și îndreptată spre barajul Narmada. Înălțimea totală a structurii de la baza sa este de 240 m, cu o bază de 58 m, statuia având 182 de m. Este construită cu structură din oțel, beton armat și placări de bronz. La construcția statuii s-au folosit 75.000 de metri cubi de beton, 5.700 tone de structură metalică, 18.500 tone de tije din oțel armat și 22.500 tone din foi de bronz.

### Finanțarea
Statuia a fost construită în baza unui model de parteneriat public-privat, majoritatea banilor venind de la guvernul din Gujarat. Guvernul Indiei a alocat pentru proiect 42 de milioane de dolari din bugetul său din 2012 până în 2016. În bugetul pentru perioada 2014-2015, s-au alocat 28 de milioane de dolari americani pentru construirea statuii.

### Construcția
Un consorțiu alcătuit din Turner Construction (manager de proiect al Burj Khalifa), Michael Graves and Associates și Meinhardt Group a supravegheat proiectul. Au fost necesare 56 de luni pentru finalizare - 15 luni pentru planificare, 40 de luni pentru construcție și două luni pentru predarea de către consorțiu. Costul total al proiectului a fost estimat la aproximativ 290 de milioane de dolari americani de către guvern. Ofertele pentru prima fază au fost cerute în octombrie 2013 și s-au încheiat în noiembrie 2013.
Narendra Modi, pe atunci ministru-șef al statului Gujarat, a pus piatra de temelie a statuii la 31 octombrie 2013, cea de-a 138-a aniversare a nașterii lui Patel.
Compania indiană de infrastructură Larsen & Toubro a câștigat contractul la 27 octombrie 2014 pentru oferta cea mai mică de 420 de milioane de dolari pentru proiectare, construcție și întreținere. Construcția a început la 31 octombrie 2014. În prima fază a proiectului, 189 de milioane au fost alocați pentru statuia principală, 33 de milioane pentru sala de expoziții și centrul de convenții, 11 milioane pentru podul care leagă memorialul de continent și 92 de milioane pentru întreținerea structurii timp de 15 ani de la finalizarea acesteia. Accenture a oferit programul de informare digitală mass-media. Monumentul este proiectat de Ram V. Sutar.
Statuia a fost terminată în 33 de luni. Fundația a fost turnată în 2013; construcția a fost finalizată la mijlocul lunii octombrie 2018; iar ceremonia inaugurală a avut loc la 31 octombrie 2018, prezidată de premierul Narendra Modi. Statuia a fost descrisă ca un omagiu al culturii inginerești indiene.

## Probleme
Triburile locale aparținând tribului Tadvi s-au opus achiziționării de terenuri pentru dezvoltarea infrastructurii turistice în jurul statuii. Ei au beneficiat de compensații în numerar și teren și au primit locuri de muncă. Activiști precum Medha Patkar și Gladson Dungdung s-au opus, de asemenea, proiectului. Ei au susținut că Sadhu Bet a fost numit inițial Varata Bawa Tekri, numit după o divinitate locală, astfel că era un sit de importanță religioasă.
Activiștii din domeniul mediului au scris o scrisoare guvernului central susținând că implementarea proiectului a început fără aprobare din partea Ministerului Mediului. Oamenii din satele Kevadia, Kothi, Waghodia, Limbdi, Navagam și Gora s-au opus construirii statuii și au cerut restituirea drepturilor de proprietate asupra terenului de peste 375 de hectare de terenuri achiziționate mai devreme pentru baraj, precum și formarea unui nou district. Ei s-au opus, de asemenea, formării Autorității de Dezvoltare a Zonelor Kevadia (KADA) și a construirii proiectului de drum pietruit. Guvernul de la Gujarat a acceptat cererile lor.
În momentul în care statul a alocat 28 de milioane de dolari americani din bugetul Uniunii pentru perioada 2014-2015, mai mulți oameni și partide politice au criticat cheltuielile legate de statuie față de alte priorități, cum ar fi proiectelor de siguranță ale femeilor, educație și agricultură. L&T a contractat TQ Art Foundry, o filială a companiei Jiangxi Toqine cu sediul în Nanchang, China, pentru plăcile de bronz ale statuii, chestiune criticată de Indian National Congress, partidul de opoziție din Adunarea Legislativă din Gujarat. Mai târziu, revista Swarajya a clarificat că 9% din valoarea totală a proiectului a provenit din China.